# Toma Adly Zaki
Toma Adly Zaki (ur. 5 listopada 1966 w Al-Minja) – egipski duchowny katolicki Kościoła katolickiego obrządku koptyjskiego, biskup Gizy od 2019.

## Życiorys

### Prezbiterat
20 kwietnia 2001 otrzymał święcenia kapłańskie. Po kilkuletnim stażu wikariuszowskim przy katedrze w Al-Minja został wykładowcą seminarium w Maadi, a następnie objął funkcję jego rektora.

### Episkopat
10 kwietnia 2018 został wybrany administratorem apostolskim eparchii Gizy nadając mu stolicę tytularną Cabasa. Sakry udzielił mu 25 maja 2018 patriarcha aleksandryjski Kościoła koptyjskiego - Ibrahim Isaac Sidrak.
25 marca 2019 został pełnoprawnym ordynariuszem Gizy.